# Марков, Иван Васильевич (генерал-полковник)
Марков Иван Васильевич (1902–1960) — советский военачальник, генерал-полковник инженерно-авиационной службы (1944).
Родился 20 января 1902 года в деревне Большое Святцово. Русский. Учился на железнодорожных курсах. В Красной Армии с августа 1920 года.  Участник Гражданской войны.
В 1936 году – инженер отдела сухопутных самолётов НИИ ВВС РККА, затем старший инженер там же.
Участник Великой Отечественной войны. В 1941 году – старший инженер 81-й авиационной дивизии дальнего действия. В 1942 году – помощник командира дивизии по технической эксплуатации 3-й авиационной дивизии дальнего действия. С 1942 года – главный инженер – заместитель командующего Авиации дальнего действия Ставки Верховного Главнокомандования. С декабря 1944 года – заместитель командующего по инженерно-авиационной службе 18-й воздушной армии.
С 1946 года – главный инженер ВВС СССР, затем – начальник Научно-технического комитета Военно-воздушных сил.
Член ВКП(б) с 1925 года.
Похоронен на Новодевичьем кладбище.
Награждён многими государственными наградами: двумя орденами Ленина (06.11.1945, 18.09.1943), двумя орденами Красного Знамени (03.11.1944, 15.11.1950), двумя орденами Кутузова 1-й степени (19.08.1944, 18.08.1945), орденами Красной Звезды (26.05.1936, 20.02.1942), медалями.

## Воинские звания
- военинженер 2-го ранга (20.03.1936)
- военинженер 1-го ранга (в 1941 году)
- генерал-майор инженерно-авиационной службы (5.05.1942)
- генерал-лейтенант инженерно-авиационной службы (25.03.1943)
- генерал-полковник инженерно-авиационной службы (5.11.1944)[4]